# Кабеса (Сея)
Кабеса (порт. Cabeça) — район (фрегезия) в Португалии, входит в округ Гуарда. Является составной частью муниципалитета Сейя. Находится в составе крупной городской агломерации Большое Визеу. По старому административному делению входил в провинцию Бейра-Алта. Входит в экономико-статистический субрегион Серра-да-Эштрела, который входит в Центральный регион. Население составляет 229 человек на 2001 год. Занимает площадь 8,55 км².
Покровителем района считается Святой Роман (порт. São Romão).